# فندقی‌قارچ‌سانان
فندقی‌قارچ‌سانان (نام علمی: Geastrales) نام یک راسته از زیررده قارچ‌های گندو است.